# طرح جغرافیای جهان سازمان ملل متحد

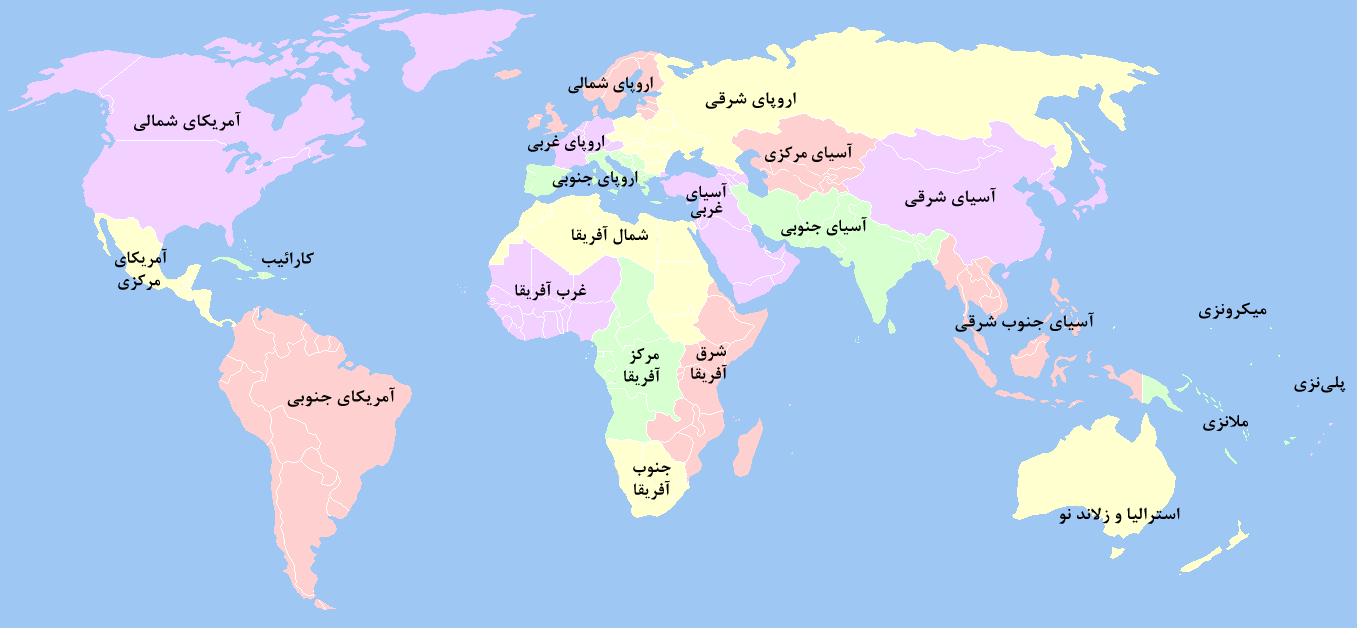
تعریف مناطق و زیرمجموعه‌های آنها که برای اهداف آماری مورد بهره‌برداری سازمان ملل متحد قرار می‌گیرد.

طرح جفرافیایی جهان (به انگلیسی: United Nations geoscheme) بر پایه کلاسه بندی ام۴۹ بخش آمار سازمان ملل متحد به وجود آمده‌است که جهان را به مناطق کلان جغرافیایی و زیرمجموعه‌های آن‌ها تقسیم می‌کند.

این شما برای بکارگیری در آمارهای جهانی تقسیم‌بندی شده‌است و از این راه آمارهای تحقیقاتی و تجزیه و تحلیل‌های آماری جمعیتی و اقتصادی مناطق و زیر مجموعه‌هایشان ممکن می‌شود.
مناطق کلان جغرافیایی تقسیم‌بندی شده تا حد امکان با رعایت موقعیت قاره‌ها مرتب شده‌اند و برطبق سایت سازمان ملل متحد این تقسیم‌بندی و قراردادن کشورها و مناطق در گروه یا تقسیم‌بندی خاص تنها مورد مصرف آماری دارد و به هیچ عنوان ارتباطی به هیچ دیدگاه سیاسی و هرگونه مواردی از اینگونه ندارد.

## لیست مناطق و زیر مجموعه آنها
- قاره آفریقا
  - شرق آفریقا
  - مرکز آفریقا
  - شمال آفریقا
  - جنوب آفریقا
  - غرب آفریقا
- قاره آمریکا
  - آمریکای شمالی*
  - آمریکای جنوبی و کارائیب
    - کارائیب*
    - آمریکای مرکزی*
    - آمریکای جنوبی

* سه زیر مجموعه بالا باهم تشکیل قاره آمریکا را می‌دهند آمریکای شمالی.
- قاره آسیا
  - آسیای مرکزی
  - آسیای شرقی
  - آسیای جنوبی
  - آسیای جنوب شرقی
  - غرب آسیا
- قاره اروپا
  - اروپای شرقی
  - اروپای شمالی
  - اروپای جنوبی
  - اروپای غربی
- اقیانوسیه
  - استرالیا
  - ملانزی
  - میکرونزی
  - پلی‌نزی